# Teofił Kopystynski
Teofił Kopystynski (ukr. Теофіл Копистинський; ur. 15 kwietnia 1844 w Przemyślu, zm. 5 lipca 1916 we Lwowie) – ukraiński malarz realista specjalizujący się w tworzeniu portretów, konserwator zabytków sztuki
Wywodził się z rodziny urzędnika przemyskiego konsystorza greckokatolickiego. Uczył się w szkole realnej w Przemyślu i seminarium nauczycielskim we Lwowie. Pracował następnie jako nauczyciel w Berestianach koło Sambora. W latach 1868–1871 studiował w krakowskiej Szkole Sztuk Pięknych, a w 1872 - w Akademii Sztuk Pięknych w Wiedniu. Od 1873 mieszkał we Lwowie, gdzie brał udział w wystawach Towarzystwa Przyjaciół Sztuk Pięknych i ilustrował pismo dla dzieci i młodzieży Dzwinok. W tym okresie rozpoczął współpracę z Instytutem Stauropigialnym, na którego zlecenie dokonywał restauracji obrazów religijnych i ikon, wykonał serię portretów wybitnych osobistości, m.in. Petra Mohyły, Piotra Konaszewicza-Sahajdecznego i Konstantego Ostrogskiego oraz pedagogów związanych z Instytutem, m.in. Amwrosija Janowskiego (1872). Większość z nich znajduje się obecnie w Muzeum Historii Lwowa i lwowskim Muzeum Narodowym. Namalował także m.in. autoportret (1870) i portret żony Marii z Wolańskich w stroju huculskim (1884).
Uczył malarstwa w ukraińskim gimnazjum akademickim i na pensji klasztoru bazylianek we Lwowie. Prowadził prace konserwatorskie w kościele Bernardynów w Leżajsku (1896), katedrze na Wawelu, kościele Dominikanów i Mariackim w Krakowie (1897-1898), kościołach św. Andrzeja (1883) i Matki Boskiej Śnieżnej (1886) we Lwowie. Opracował także metodę konserwacji dla Ostatniej Wieczerzy (obraz Leonarda da Vinci). Stworzył ilustracje do Lisa Mykyty Iwana Franki oraz Przygód Don Kichota Miguela de Cervantesa. W latach 1880–90 rysował karykatury dla pism Zerkało i Strachopudź. W 1914 stworzył alegoryczny obraz Zmartwychwstanie Ukrainy. Oprócz realizmu w jego twórczości oprócz realizmu można znaleźć ślady romantyzmu i symbolizmu. Ostatnie lata spędził w przytułku fundacji Roberta Domsa. Został pochowany na Cmentarzu Łyczakowskim we Lwowie. 

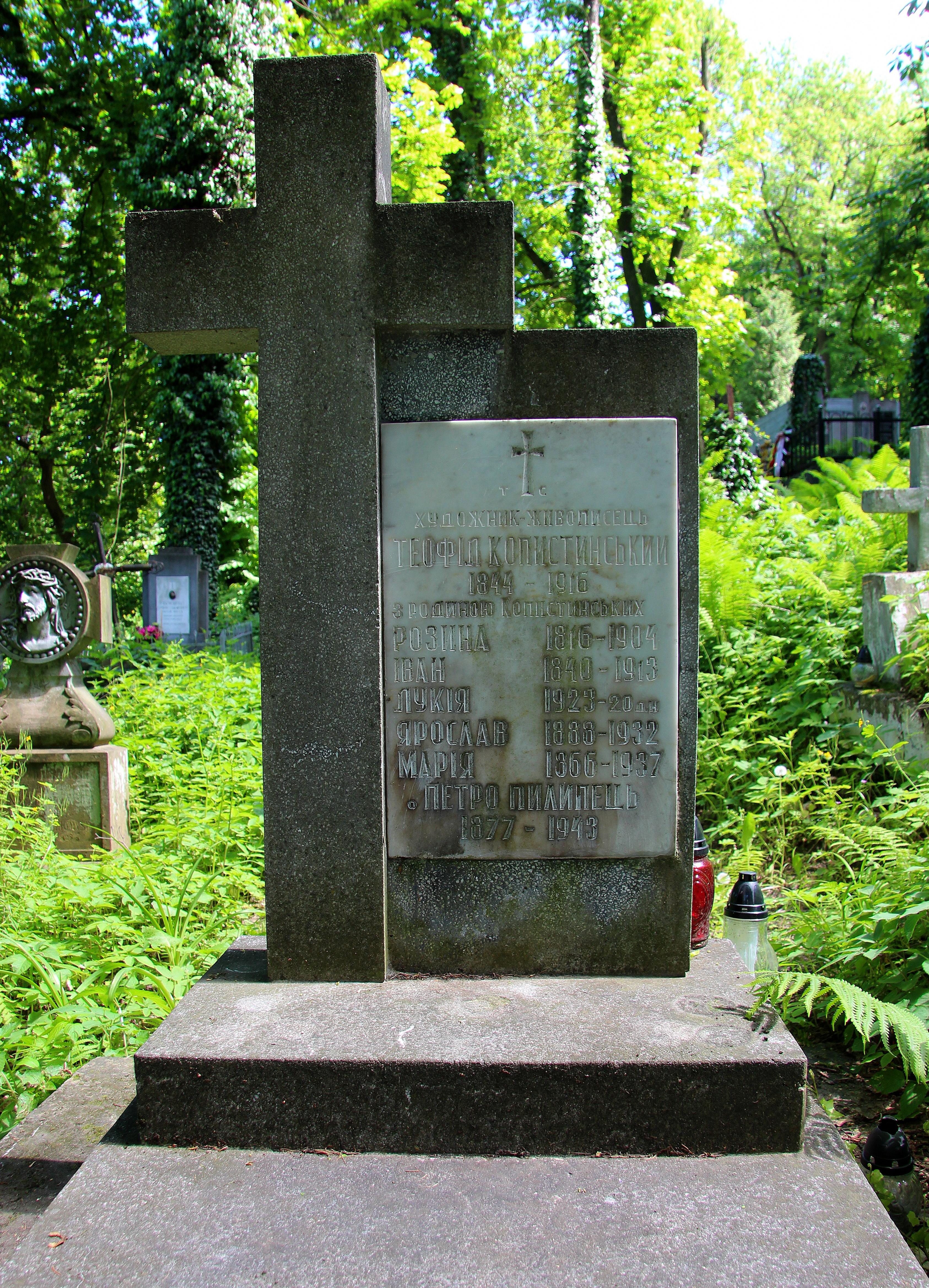
Grób Teofiła Kopystynskiego na Cmentarzu Łyczakowskim we Lwowie